# Yves Thos
Yves Thos, né le 29 octobre 1935 à Clichy (Hauts-de-Seine) et mort le 13 octobre 2020 à Saint-Chaptes (Gard), est un peintre et affichiste français connu surtout pour ses affiches de cinéma, ses couvertures d'albums de bandes dessinées et pour des publicités.

## Biographie
Yves Thos débute à l'âge de quatorze ans chez Publi-Décor. Il réalise des toiles peintes pour les façades de cinéma. À dix-neuf ans, il peint ses premières affiches pour Pathé et est repéré par les plus grandes compagnies cinématographiques. Celles-ci apprécient son style dynamique, son sens de la composition, et ses qualités de portraitiste et de coloriste.
En 1959, son trait énergique pour l'affiche du film La Femme et le Pantin de Julien Duvivier révèle une Brigitte Bardot provocatrice et tourbillonnante d'érotisme. L'année suivante, il réalise les affiches de La dolce vita de Federico Fellini, du Capitan d'André Hunebelle et de Spartacus de Stanley Kubrick. Au cours des années 1960, il conçoit plusieurs affiches présentant Fernandel (Don Camillo Monseigneur, Don Camillo en Russie), Jean-Paul Belmondo (Cartouche, L'Homme de Rio, Les Tribulations d'un Chinois en Chine) et Sean Connery (Goldfinger, On ne vit que deux fois). Au total, il réalise près de 200 affiches pour des films de guerre et de cape et d'épée, des péplums, des policiers ou des comédies.

« L'affiche est une école de rapidité ; à partir du scénario, et de quelques photos, je devais trouver très vite l'inspiration et réaliser l'affiche en moins de 48 heures. »

Thos s'épanouit également en travaillant sur des couvertures de magazines, des jaquettes de livres et des campagnes publicitaires. Il réalise ainsi des visuels pour Uncle Ben's, Coca Cola et Oasis. De 1967 à 1969, il illustre des boites, catalogues et affichettes pour Dinky Toys. 1967 le voit aussi commencer une collaboration avec Pilote qui lui demande de créer plusieurs couvertures mettant en scène des personnages du magazine. Son talent est apprécié et il est ensuite chargé de réaliser les couvertures de plusieurs albums des séries Les Aventures de Tanguy et Laverdure (1967-1972), Barbe-Rouge (1967-1973) et Bob Morane (1969). Dans les années 1980 et 1990, le club de livres France Loisirs le charge de concevoir les jaquettes de sa collection de romans de Stephen King. À la même époque, il illustre également des romans de la collection « Classiques jeunesse » chez Maxi-Livres.

## Liste des œuvres

### Affiches
- Le Général du Diable, 1955
- Il bidone, 1955
- La Bande à papa, 1956
- Voici le temps des assassins, 1956
- Toute la ville accuse, 1956
- Suivez-moi jeune homme 1958
- Passeport pour la honte, 1958
- Délit de fuite, 1959
- La Loi, 1959
- La Valse du Gorille, 1959
- 125, rue Montmartre 1959
- Le Confident de ces dames, 1959
- Marie-Octobre, 1959
- Julie la Rousse, 1959
- Toi, le venin, 27 mars 1959
- Match contre la mort, 2 décembre 1959
- SOS Pacific, 1960
- Marie des Isles, 15 janvier 1960
- Le Capitan, 5 octobre
- Le Gigolo, 1960
- Comment qu'elle est ?, 1960
- La fièvre monte à El Pao, 1960
- Les Dents du diable, 1960
- La dolce vita, 1960
- Vers l'extase, 1960
- Spartacus, 1960
- Le Testament du docteur Cordelier, 1961
- Don Camillo Monseigneur, 1961
- Madame Sans-Gêne, 1961
- Il était trois flibustiers, 1962
- Le Trésor de la Sierra Madre, 1948 mais affiche de 1962
- Cartouche, 1962
- Les Titans, 1962
- Les Parisiennes, 1962
- Les Cheyennes, 1964
- Topkapi, 1964
- L'Homme de Rio, 1964
- Goldfinger, 1964
- Don Camillo en Russie, 1965
- Leçons d'amour suédoises, 1965
- Le Gentleman de Cocody, 1965
- Les Tribulations d'un Chinois en Chine, 1965
- Dix heures et demie du soir en été, 1966
- Un cri dans l'ombre, 1968
- Le Plus Vieux Métier du monde, 1967
- On ne vit que deux fois, 1967
- Le Grand Silence, 1968
- Au service secret de Sa Majesté, 1969
- Drame de la jalousie, 1970
- Les Quatre Mercenaires d'El Paso, 1971
- Viva James Bond, 1972
- L'Animal, 1977
- Flash Gordon, 1980
- Louisiane, 1984
- Palace, 1984
- Mister Dynamite, 1986

### Livres illustrations
- Les Aventures de Tanguy et Laverdure
- Charlie (roman)
- Barbe-Rouge
- La Part des ténèbres de Stephen King pour France Loisirs
- Les Piliers de la Terre
- Bob Morane : La Vallée des crotales, 1964 (Première de couverture)
- Bob Morane : Le Secret des sept temples, 1968 (Première de couverture)
- La Chaîne (mini-série, 1988)
- Bateaux d'aujourd'hui, Jean Riverain et Georges Blond, illustrations: Yves Thos et quatorze autres: Pierre Bentegeat, Albert Brenet, Christian Broutin, Michelle Dallemer, Philippe Degrave, P. Fauvet, Giovanni Giannini, P. Leroy, Jean Lhuer, Jean Marcellin, Maurice Mathonnière, Henri Mercier, G. Michel, Jean-Michel Rabec, éd. Gautier-Languereau, coll. Une sélection Paris Match, 1963
- 15 Histoires de Mystère pour filles, Éditions Gautier-Languereau, coll. Série 15: couverture Yves Thos, (illustrations de Georges Pichard), nouvelles d' Albert Robida, Jean-Paul Benoit, Claude Appell, Paul Arène, Édouard Peisson, Odette Sorensen, Jean-Marie Pélaprat, Erckmann-Chatrian, Washington Irving, Anton Tchekhov, Paul Cogan, Claude Morand et Alexandre Pouchkine, 1971
- 15 histoires d'Indiens, Éditions Gautier-Languereau, coll. Série 15, couverture d'Yves Thos, (illustrations de Jacques Pecnard), avant-propos de Claude Appell, textes de Fenimore Cooper, Patrick Prado, Sat Okh, Fritz Steuben, Richard Lancaster, Gustave Aimard, Maurice Constantin-Weyer, Jean Ollivier, Jack London, Jean-Marie Pélaprat et Theodora Kroeber, 1971; réédition: 1980

### Publicités
- Oasis
- Rica Lewis
- Uncle Ben's
- Coca-Cola
- Dinky Toys - Illustrations de boites, catalogues et affichettes de 1967 à 1969

## Galerie

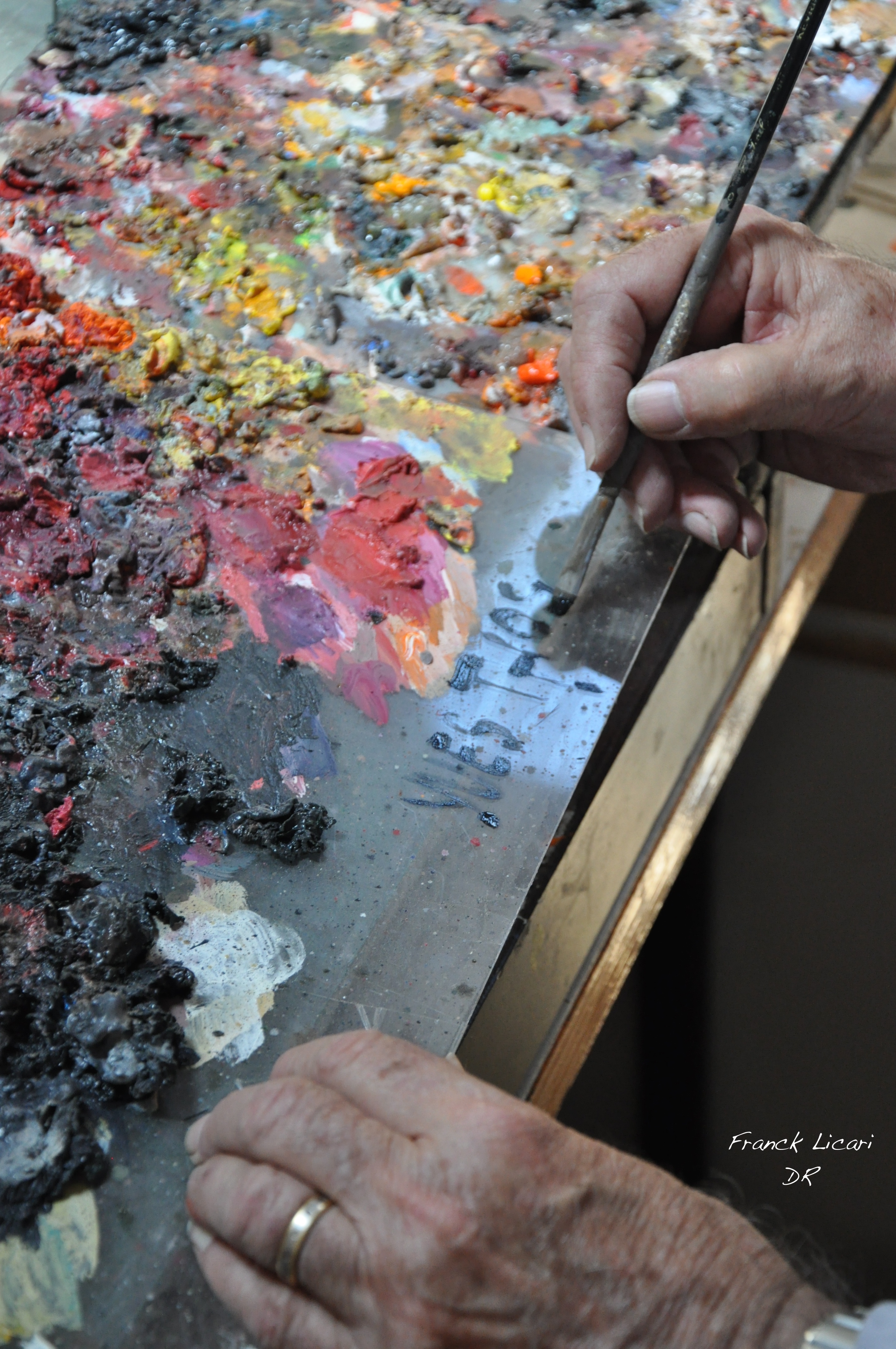
Sa signature
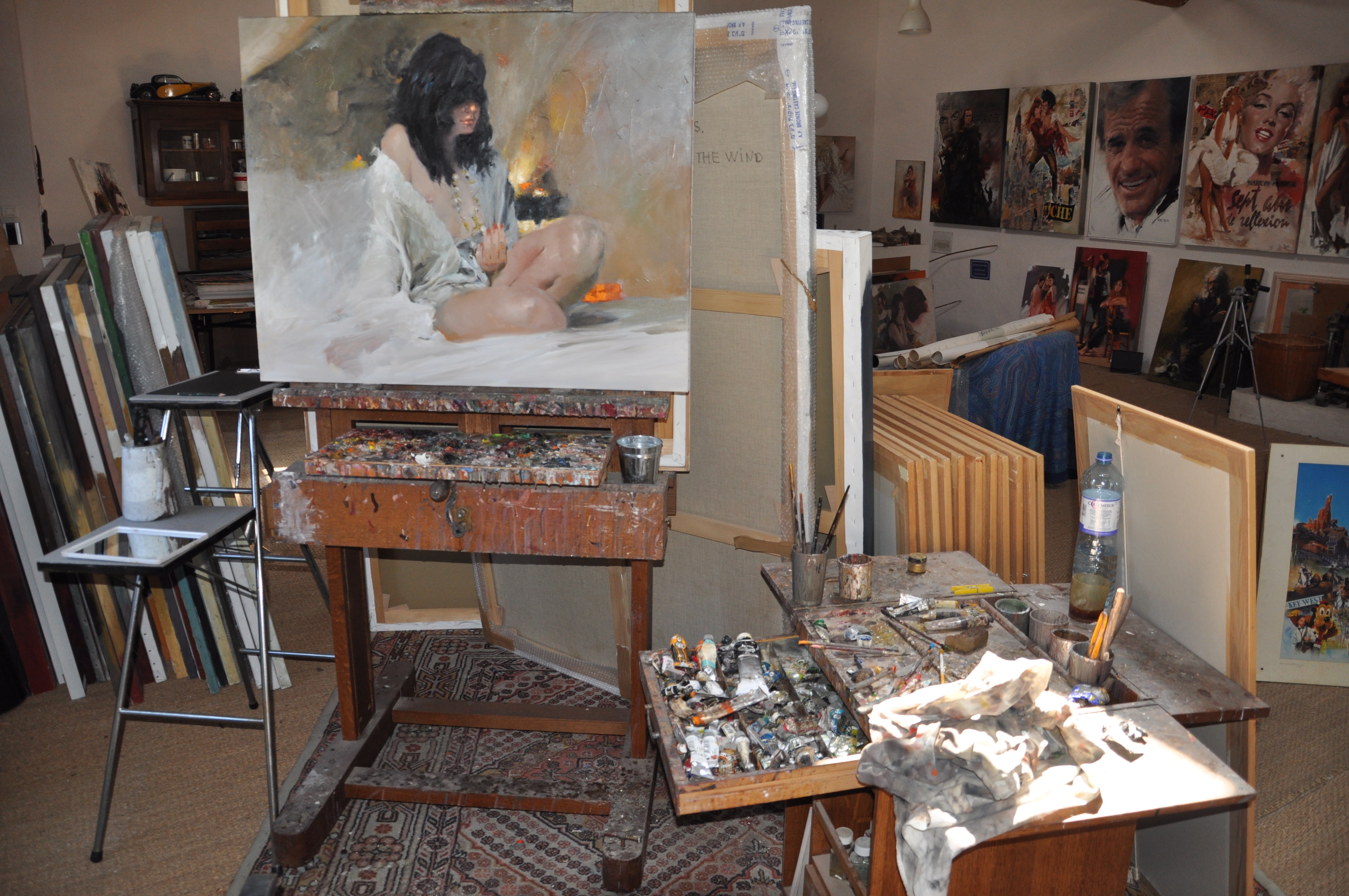
Son atelier